# کولانی، شاهبوز
کولانی (به ترکی آذربایجانی: Kolanı یک منطقه مسکونی در جمهوری آذربایجان است که در شهرستان شاهبوز واقع شده‌است. کولانی ۱۶۶۲ نفر جمعیت دارد.